# 第36個故事
《第36個故事》（英語：Taipei Exchanges），是臺灣導演蕭雅全編導的電影長片，由桂綸鎂、林辰唏、張翰聯合主演，講述「朵兒咖啡館」裡兩個女孩與客人的奇妙故事。影片於2010年5月14日在台灣上映。獲得第47屆台灣電影金馬獎最佳原創電影歌曲獎。

## 劇情介紹
朵兒開了間優雅、簡單且充滿香氣的咖啡館。但生意一直不如預期，反而變成妹妹薔兒的遊樂場。
與朵兒個性迥異的妹妹薔兒，任性的在咖啡館裡玩起了以物易物的遊戲：帶著你多出的物品，來換你缺少的物品。所有物品都沒有標價，唯一的標準是每個人的心理價值。
於是原先本該是咖啡館的客人，現在上門只為一探滿屋待交換老舊雜物。就在朵兒快受不了這一切時，帶著故事來交換的群青出現了。
朵兒原先開咖啡館的夢想，也因為這些故事起了化學變化，一個一個交換了出去⋯⋯

## 角色
| 角色姓名 | 演員名稱 | 介紹 |
| 朵兒     | 桂綸鎂   | 學設計的朵兒，因為喜歡咖啡與甜點，於是想要自己開家咖啡館，在算過積蓄與家人資助，與未來的經營模式後，開了一間「朵兒咖啡館」。但原以為能靠朋友再拉朋友做的生意，卻在歷經開業喧囂後漸歸於平寂。正為此煩惱不已之時，一本朋友在開業時送的泰文食譜開啟了「交換」的故事….. 她就像是代表著「價格」，所以柔軟。 |
| 薔兒     | 林辰唏   | 跟姐姐朵兒完全不同性格的薔兒，雖然是學貿易的，但在意常不在數字上打轉，一場泰文食譜的交換經驗，讓朵兒咖啡店有了不同於其他咖啡店的價值。 她就像是代表著「價值」，所以剛烈。 |
| 群青     | 張翰     | 咖啡店的常客，一個帶著35個城市故事副機師。 |

## 獎項
| 年份 | 頒獎典禮           | 獎項             | 受獎者         | 階段／結果 |
| ---- | ------------------ | ---------------- | -------------- | ---------- |
| 2010 | 第12屆臺北電影節   | 觀眾票選獎       | 《第36個故事》 | 獲獎       |
| 2010 | 第12屆臺北電影節   | 最佳音樂獎       | 雷光夏、侯志堅 | 獲獎       |
| 2010 | 印度第41屆果阿影展 | 金孔雀獎         | 《第36個故事》 | 提名       |
| 2010 | 第47屆金馬獎       | 最佳原創電影歌曲 | 雷光夏、侯志堅 | 獲獎       |

## 工作人員
- 監製：侯孝賢
- 導演：蕭雅全
- 編劇：蕭雅全
- 副導：林怡潔
- 製片：蕭瑞嵐
- 執行製片：王雲明
- 攝影指導：林哲強
- 美術指導：李敦綱
- 造型：李采玲
- 選角：李秀鑾
- 後期製片：陶竺君
- 剪接：陶竺君
- 電腦動畫：陳明和
- 插畫：吳孟芸
- 音樂：雷光夏、侯志堅
- 聲音設計：杜篤之、郭禮杞